# К'ярамонте-Гульфі
К'ярамонте-Гульфі, К'ярамонте-Ґульфі (італ. Chiaramonte Gulfi, сиц. Ciaramunti) — муніципалітет в Італії, у регіоні Сицилія,  провінція Рагуза.
К'ярамонте-Гульфі розташовані на відстані близько 580 км на південь від Рима, 170 км на південний схід від Палермо, 13 км на північ від Рагузи.
Населення — 8218 осіб (2014).
Щорічний фестиваль відбувається третього вівторка після Великодня, 24 червня, 15 червня. Покровитель — Beata Vergine Maria di Gulfi.

## Демографія
Населення за роками:

Станом на 1 січня 2023 року в муніципалітеті офіційно проживало 868 іноземців з 47 країн, серед них 293 громадяни країн Євросоюзу та 7 громадян України.

## Сусідні муніципалітети
- Акате
- Комізо
- Лікодія-Еубеа
- Маццарроне
- Монтероссо-Альмо
- Рагуза
- Вітторія